# La passione secondo Thérèse
La passione secondo Thérèse (Aux fruits de la passion) è un romanzo dello scrittore francese Daniel Pennac. Pubblicato per la prima volta nel 1999, costituisce il quinto capitolo del ciclo dedicato alla famiglia Malaussène.

## Trama
Thérèse si innamora di un consigliere referendario alla Corte dei Conti chiamato Marie-Colbert de Roberval. Benjamin, fratello della ragazza e "capo" del clan Malaussène, è convinto che sia un pessimo legame ed ha un certo presentimento che non tarderà a realizzarsi. Ma cosa si può fare contro l'amore quando, nella tribù Malaussène, si sono già verificati molti amori spettacolari e sfortunati? Marie-Colbert rivela alla famiglia della ragazza di essere deciso a vegliare sui destini della nazione, sfruttando la sua posizione e facendosi consigliare dalle predizioni di Thérèse. Intimamente invece, l'uomo è interessato soprattutto al talento da "capro espiatorio" di Benjamin ed alle capacità divinatorie di Thérèse, che vuole sfruttare per scopi strettamente personali. L'uomo però non sa che l'arte di Thérèse è destinata a scomparire proprio nel momento in cui la ragazza consumerà il suo primo rapporto carnale. Il matrimonio viene comunque celebrato ma termina dopo pochi giorni, quando Marie-Colbert si accorge di non poter più utilizzare le doti di Thérèse. Indignata, la ragazza ritorna in famiglia ma, poco dopo, la polizia si presenta a casa della ragazza dicendo che Marie-Colbert è morto. L'uomo è stato fatto cadere dal primo piano della sua casa ed i poliziotti ritengono Thérèse l'unica sospettata.

## Edizioni
- Daniel Pennac, La passione secondo Thérèse, traduzione di Yasmina Mélaouah, collana Universale Economica Feltrinelli, Feltrinelli, 2003,  p. 172, ISBN 88-07-81629-6.